# Sesamia sacchari
Sesamia sacchari är en fjärilsart som beskrevs av Thomas Vernon Wollaston 1858. Sesamia sacchari ingår i släktet Sesamia och familjen nattflyn. Inga underarter finns listade i Catalogue of Life.